# Konstantynów (gromada w powiecie pajęczańskim)
Konstantynów – dawna gromada, czyli najmniejsza jednostka podziału terytorialnego Polskiej Rzeczypospolitej Ludowej w latach 1954–1972.
Gromady, z gromadzkimi radami narodowymi (GRN) jako organami władzy najniższego stopnia na wsi, funkcjonowały od reformy reorganizującej administrację wiejską przeprowadzonej jesienią 1954 do momentu ich zniesienia z dniem 1 stycznia 1973, tym samym wypierając organizację gminną w latach 1954–1972.
Gromadę Pajęczno siedzibą GRN w Konstantynowie utworzono – jako jedną z 8759 gromad na obszarze Polski – w powiecie radomszczańskim w woj. łódzkim, na mocy uchwały nr 36/54 WRN w Łodzi z dnia 4 października 1954. W skład jednostki weszły obszary dotychczasowych gromad Konstantynów, Janki, Dworszowice Kościelne, Wola Jajkowska i Łążek (z wyłączeniem przysiółka Orczuchy, przysiółka Płaczki i wsi Trzebce) ze zniesionej gminy Brzeźnica w tymże powiecie. Dla gromady ustalono 18 członków gromadzkiej rady narodowej.
1 stycznia 1956 gromada weszła w skład nowo utworzonego powiatu pajęczańskiego w tymże województwie.
1 lipca 1968 gromadę zniesiono, a jej obszar włączono do gromad: Brzeźnica Nowa (wieś i kolonię Dworszowice Kościelne, wieś Konstantynów, wieś Łążek, wieś Stoczki, przysiółek Zimna Woda, przysiółek Bocianek, przysiółek Bolesławów, przysiółek Ignaców, kolonię Pieńki Dworszowskie oraz kolonię Płaszczyzna) i Makowiska (wieś Janki, wieś Wola Jajkowska, przysiółek Grabiec oraz przysiółek Janeczkówka) w tymże powiecie.